# Bjørn Lomborg

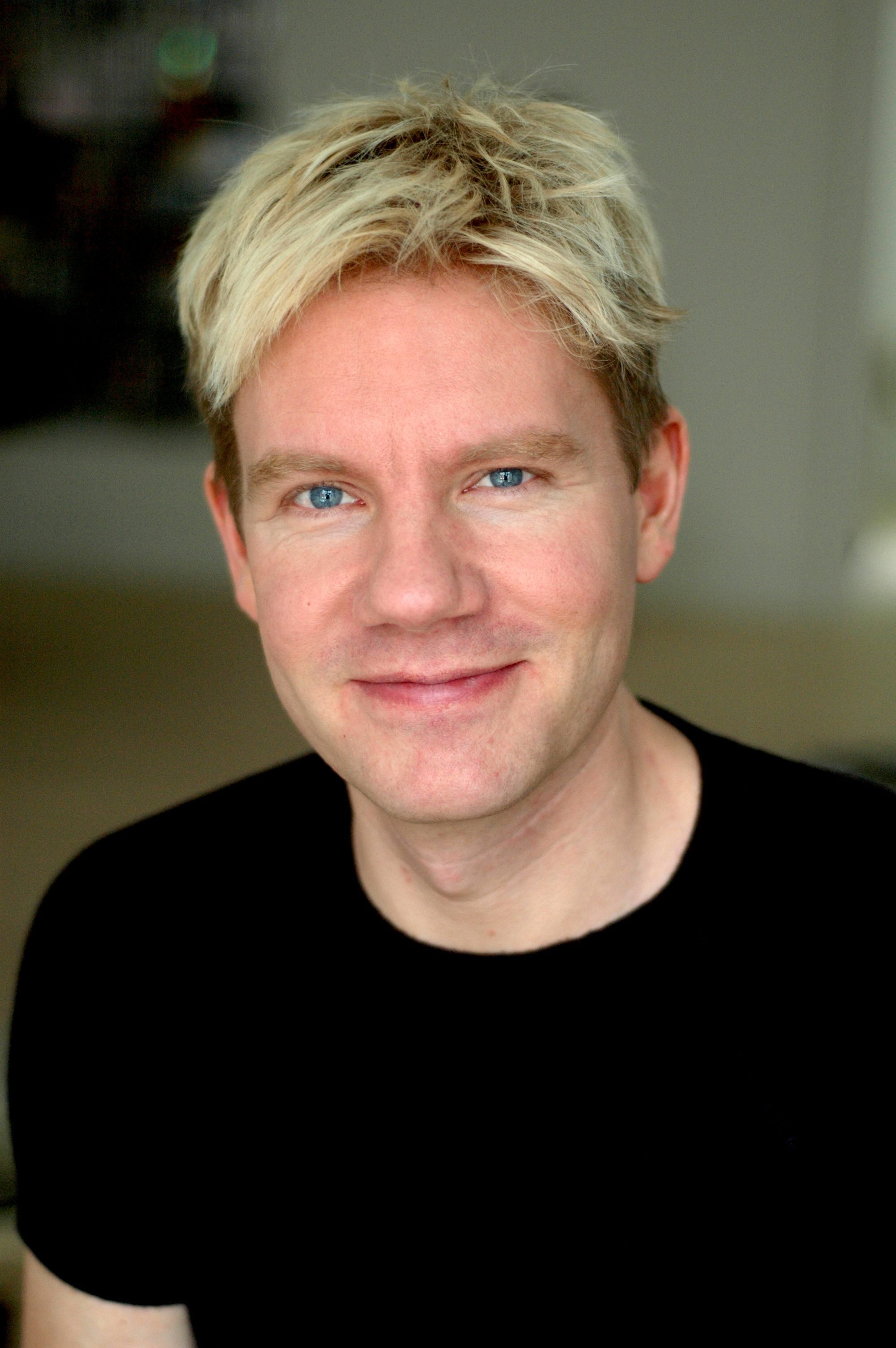
Bjørn Lomborg

Bjørn Lomborg (Frederiksberg, 6 januari 1965) is een Deens politicoloog en publicist. Hij is adjunct-professor aan  de Copenhagen Business School en directeur van het Copenhagen Consensus Center. 
Lomborg werd wereldwijd bekend na de uitgave van het omstreden boek The Skeptical Environmentalist (2001), waarin Lomborg beweerde dat de wetenschappelijke voorspellingen van de opwarming van de Aarde niet realistisch en te pessimistisch waren. Hoewel het boek door verschillende recensenten goed onthaald werd, kwam er veel kritiek van veel wetenschappers op het studiemateriaal en de methodes van Lomborg. Er kwam zelfs een klacht over wetenschappelijke fraude tegen Lomborg, die in eerste instantie bevestigd werd door een onderzoekscommissie, maar die uiteindelijk na tussenkomst van het ministerie onbeantwoord bleef omdat het boek niet als wetenschappelijk kon worden beschouwd.
Van 2002 tot 2004 leidde Bjørn Lomborg het Deense Institut for Miljøvurdering. In 2002 richtte hij Copenhagen Consensus op, een denktank die de effecten van inzet voor verschillende goede doelen (zoals ziektebestrijding, schoon water of klimaatverandering) welvaartseconomisch kwantificeert. Lomborg werd in 2004 door het tijdschrift Time verkozen tot een van de invloedrijkste personen van dat jaar.
Sinds The Skeptical Environmentalist heeft Lomborg verschillende andere boeken uitgegeven. Zo was hij de redacteur van Global Crises, Global Solutions (2004), How to Spend $50 Billion to Make the World a Better Place (2006) en Solutions for the World's Biggest Problems - Costs and Benefits (2007). In 2007 verscheen ook Cool It: The Skeptical Environmentalist's Guide to Global Warming, waarin Lomborg de bevindingen uit zijn eerste boek herhaalt en stelt dat maatregelen om klimaatverandering tegen te gaan weggesmeten geld zijn. In 2010 volgde er een documentairefilm onder dezelfde naam. Lomborgs recentste boek is Smart Solutions to Climate Change, Comparing Costs and Benefits (2010).
In 2009 was Lomborg van oordeel dat Grenzen aan de groei, de voorspellingen van de Club van Rome “in de vuilnisbak van de geschiedenis” hoorden.

## Persoonlijk
Lomborg is homoseksueel en zet zich in in informatiecampagnes over homoseksualiteit. Hij is een vegetariër.